# 横浜市住宅供給公社
横浜市住宅供給公社（よこはましじゅうたくきょうきゅうこうしゃ）は、神奈川県横浜市に所在する地方住宅供給公社。

## 概要
1966年12月1日、地方住宅供給公社法を根拠法として、横浜市の出資により設立された。
横浜市の都市再開発や横浜市営住宅の管理を行っている。

## 沿革
- 1966年12月1日 - 横浜市の出資金により設立。

## 事業所
- 住まい・まちづくり相談センター（神奈川区金港町）
- 野庭事務所（港南区野庭町）
- 三ツ境事務所（瀬谷区二ツ橋町）

## 主な管理物件
- 野庭団地（港南区野庭町）
- ゆめおおおか（港南区）
- 楽老ハイツ（瀬谷区二ツ橋町）
- 柏陽団地（栄区柏陽）
- ドリームハイツ（横浜ドリームランド跡地）